# Lavinia Greenlaw
Lavinia Greenlaw, née le 30 juillet 1962, est une poétesse et romancière britannique. Elle remporte le Prix du Premier Roman en 2001 et sa poésie est présélectionnée pour des prix qui incluent le prix T. S. Eliot, le prix Forward et le prix Whitbread Poetry. Son  livre A double sorrow : Troilus et Criseyde a reçu le prix Costa Poésie en 2014. Lavinia Greenlaw occupe actuellement le poste de professeur d'écriture créative (poésie) à Royal Holloway, Université de Londres.

## Enfance et Éducation
Lavinia Greenlaw est née à Londres dans une famille de médecins et de scientifiques et a deux sœurs et deux frères. Quand elle avait 11 ans, sa famille a déménagé de Londres pour un village d'Essex, où ils ont vécu pendant sept ans,. 
Elle sort ensuite diplômée en Art Moderne du Kingston Polytechnic (maintenant nommé Université de Kingston), étudie au London College of Printing (désormais nommé London College of Communication) et passe une maîtrise en histoire de l'art à l'Institut Courtauld. 
Lanivia Greenlaw est ensuite employée comme lectrice à l'Imperial College London (1985–86) et chez les éditeurs Allison & Busby (1986–87), puis chez Earthscan (1988–90). Elle a travaille par la suite comme administratrice des arts pour le Southbank Centre (1990-1991) et le London Arts Board (1991-1994).